# Jerome Henderson
Jerome D. Henderson (nacido el 5 de octubre de 1959 en Los Ángeles, California) es un exjugador de baloncesto estadounidense jugó en dos temporadas de la NBA, además de hacerlo en la CBA, la liga turca, la liga italiana, México y Filipinas. Con 2,10 metros de altura, jugaba en la posición de pívot.

## Trayectoria deportiva

### Universidad
Tras pasar dos años en el pequeño Wabash Valley College, jugó durante dos temporadas con los Lobos de la Universidad de Nuevo México, en las que promedió 13,4 puntos y 7,4 rebotes por partido. En ambas temporadas lideró al equipo en tapones, promediando 1,0 y 1,7 por partido respectivamente.

### Profesional
Tras no ser elegido en el Draft de la NBA de 1981, jugó en Filipinas y México antes de fichar en 1983 por el Efes Pilsen de la liga turca. Las dos temporadas siguientes llegó a fichar en ambas por los Detroit Pistons, pero no llegó a debutar en ninguna de ellas. Acabando la temporada 1985-86 firma un contrato por diez días con Los Angeles Lakers, pero únicamente disputó un partido, en el que consiguió 4 puntos y 1 rebote.
En 1986 fichó por los Pensacola Tornados de la CBA, con los que promedió 12,8 puntos y 13,6 rebotes por partido, antes de ser requerido en abril de 1987 por los Milwaukee Bucks. Allí jugó 6 partidos en los que promedió 2,0 puntos y 1,2 rebotes.
Tras probar en Philadelphia 76ers, Atlanta Hawks, San Antonio Spurs y Charlotte Hornets, pero sin llegar a jugar en ninguno de ellos, en 1989 fichó por el Viola Reggio Calabria de la liga italiana, con los que únicamente disputó 6 partidos en los que promedió 6,8 puntos y 6,5 rebotes.
En 1992 es traspaso a Oklahoma City Clavary a cambio de una tercera ronda del draft de 1993.

## Estadísticas de su carrera en la NBA

### Temporada regular
| Temporada | Edad | Equipo             | Liga | Pos. | P | TIT | MIN | TC  | TCA | %TC  | 3P  | 3PA | %3P | TL  | TLA | %TL   | R.OF. | R.DEF. | REB | ASIS | ROB | TAP | PER | FP  | PTS |
| 1985-86   | 26   | Los Angeles Lakers | NBA  | C    | 1 | 0   | 3.0 | 2.0 | 3.0 | .667 | 0.0 | 0.0 |     | 0.0 | 0.0 |       | 0.0   | 1.0    | 1.0 | 0.0  | 0.0 | 0.0 | 0.0 | 1.0 | 4.0 |
| 1986-87   | 27   | Milwaukee Bucks    | NBA  | PF   | 6 | 0   | 6.0 | 0.7 | 2.2 | .308 | 0.0 | 0.0 |     | 0.7 | 0.7 | 1.000 | 0.3   | 0.8    | 1.2 | 0.0  | 0.2 | 0.2 | 1.0 | 2.0 | 2.0 |
| Total     |      |                    | NBA  |      | 7 | 0   | 5.6 | 0.9 | 2.3 | .375 | 0.0 | 0.0 |     | 0.6 | 0.6 | 1.000 | 0.3   | 0.9    | 1.1 | 0.0  | 0.1 | 0.1 | 0.9 | 1.9 | 2.3 |

### Playoffs
| Temporada | Edad | Equipo          | Liga | Pos. | P | TIT | MIN | TC  | TCA | %TC | 3P  | 3PA | %3P | TL  | TLA | %TL | R.OF. | R.DEF. | REB | ASIS | ROB | TAP | PER | FP  | PTS |
| 1986-87   | 27   | Milwaukee Bucks | NBA  | PF   | 1 | 0   | 1.0 | 0.0 | 0.0 |     | 0.0 | 0.0 |     | 0.0 | 0.0 |     | 0.0   | 0.0    | 0.0 | 0.0  | 0.0 | 0.0 | 0.0 | 1.0 | 0.0 |
| Total     |      |                 | NBA  |      | 1 | 0   | 1.0 | 0.0 | 0.0 |     | 0.0 | 0.0 |     | 0.0 | 0.0 |     | 0.0   | 0.0    | 0.0 | 0.0  | 0.0 | 0.0 | 0.0 | 1.0 | 0.0 |

## Récords
Tapones en una serie final de la CBA: 27 en siete partidos.